# Hypolimnas senia
Hypolimnas senia är en fjärilsart som beskrevs av Hans Fruhstorfer 1912. Hypolimnas senia ingår i släktet Hypolimnas och familjen praktfjärilar. Inga underarter finns listade i Catalogue of Life.